# Chaptalia
Chaptalia Vent., 1802 è un genere di piante angiosperme dicotiledoni della famiglia delle Asteraceae.

## Descrizione

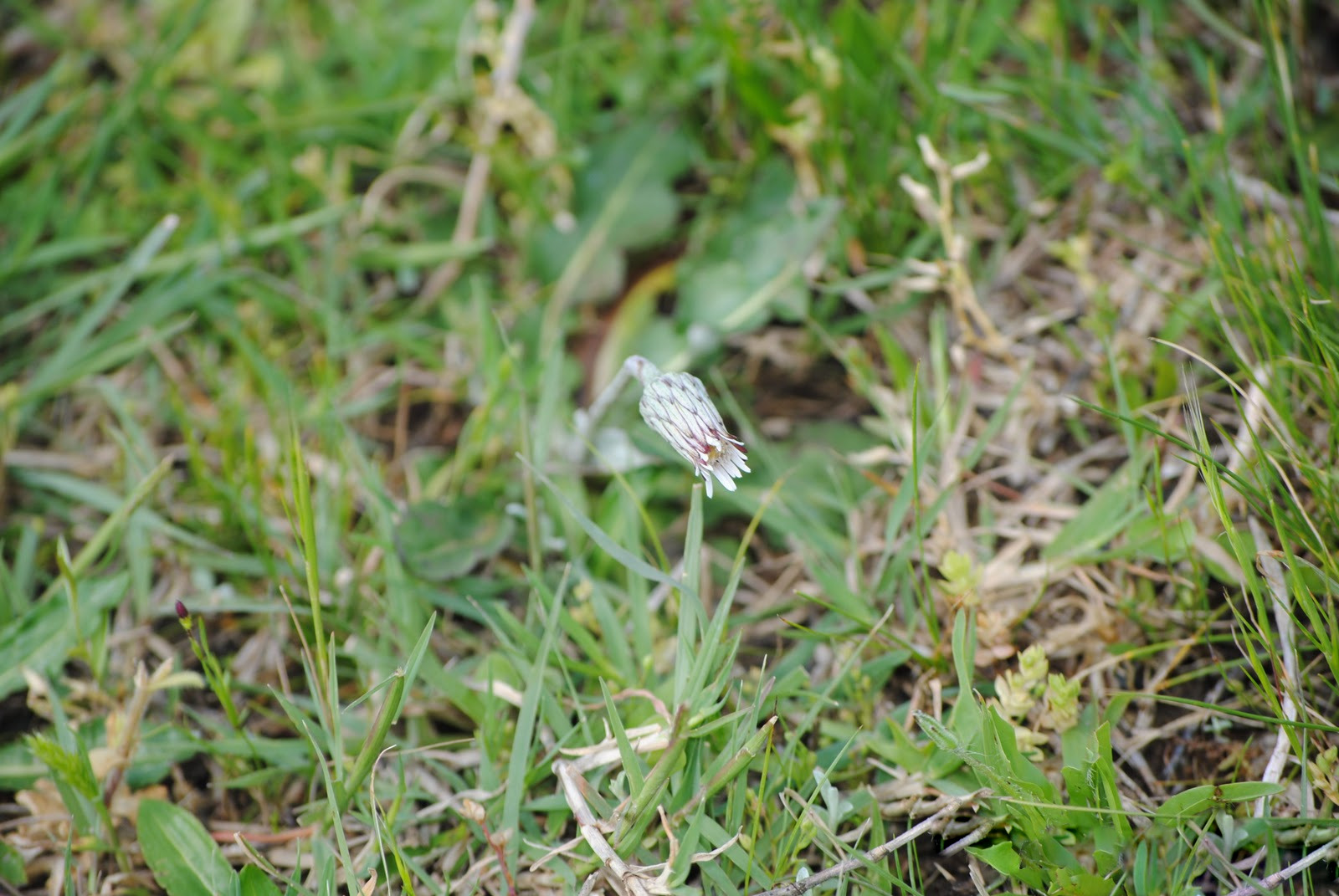
Il portamento
Chaptalia ignota

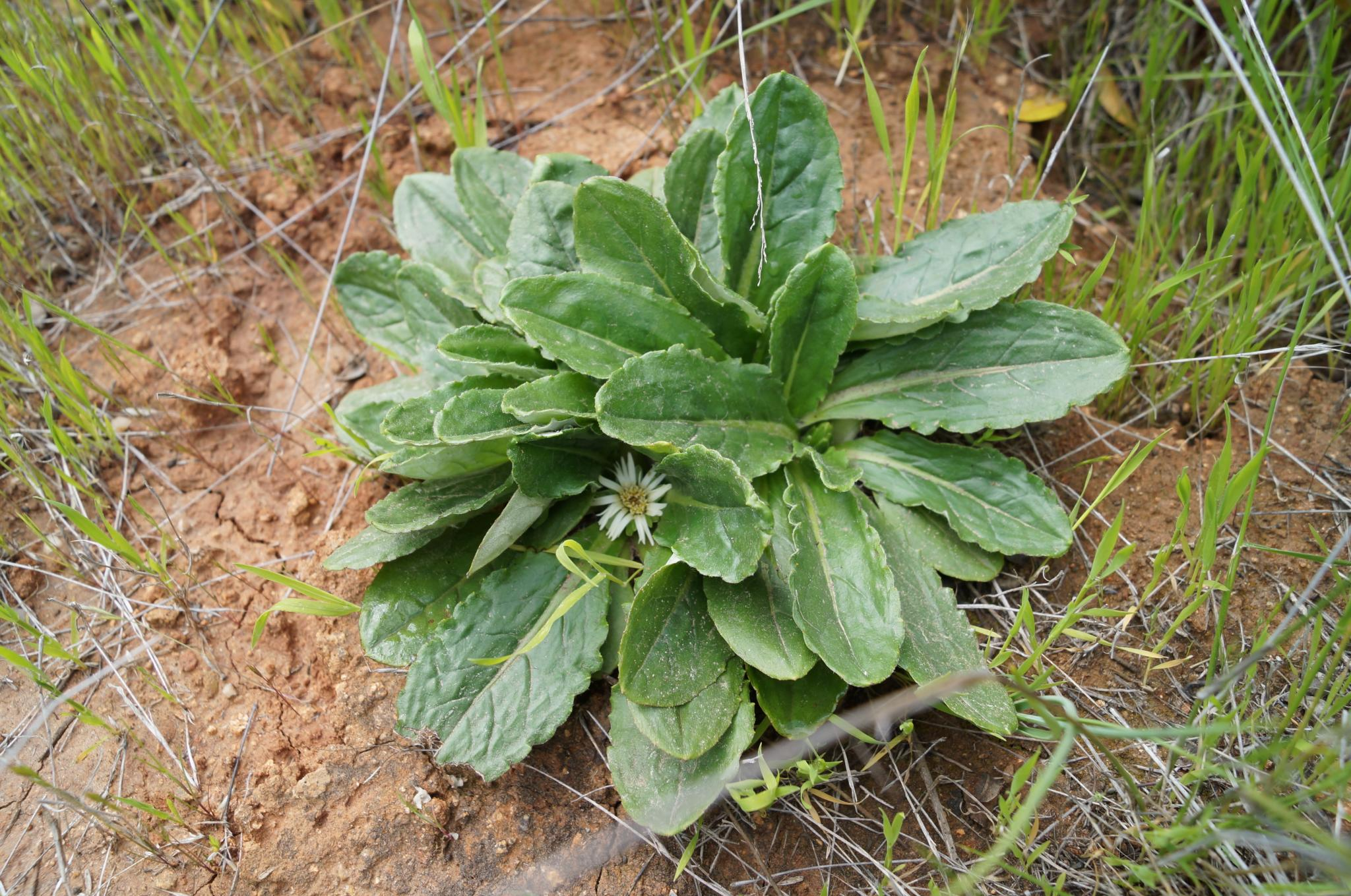
Le foglie
Chaptalia exscapa

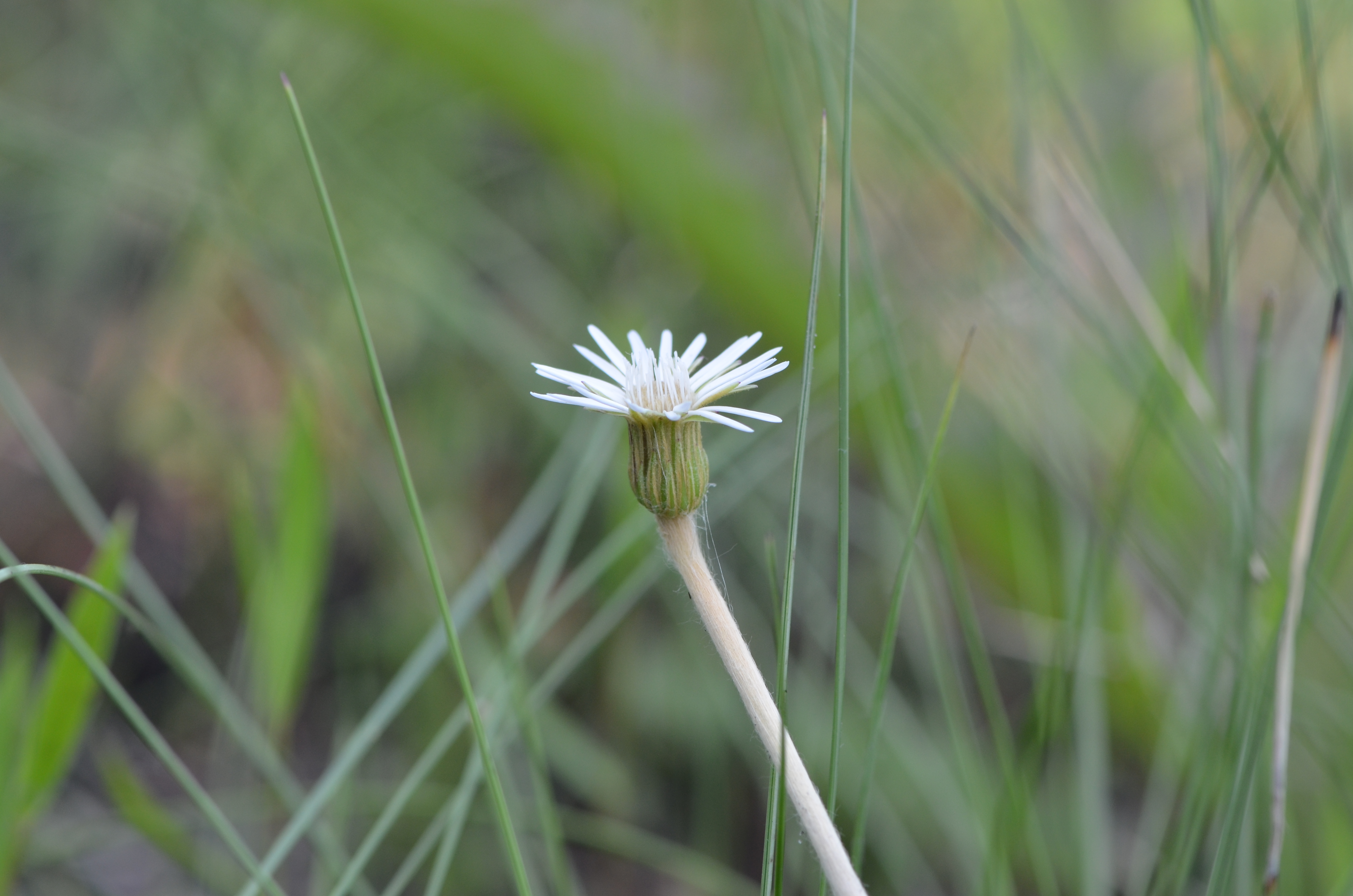
Infiorescenza
Chaptalia tomentosa

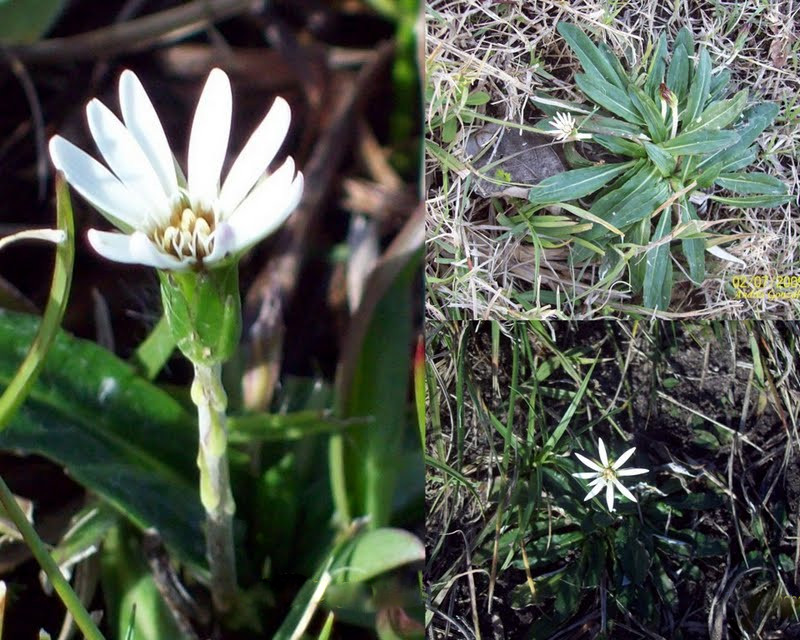
I fiori
Chaptalia piloselloides

Le specie di questa voce sono piante scapose perenni (raramente annuali) con portamenti erbacei.
In genere sono presenti sia foglie basali che cauline. Le foglie lungo il caule sono disposte in modo alternato. Quelle basali spesso formano delle rosette (disposizione rosulata). La forma delle lamine è intera e semplice con contorno da ellittico a obovato. I margini sono privi di lobi oppure sono lirato-pennatifidi, o finemente dentati.
Le infiorescenze sono composte da capolini terminali solitari e scaposi. I capolini, annuenti, possono essere radiati ed eterogami e sono formati da un involucro a forma da spiraleggiante a campanulata o emisferica (l'involucro si allunga alla fruttificazione) composto da brattee (o squame) all'interno delle quali un ricettacolo fa da base ai fiori di due tipi (più o meno): tubulosi e ligulati. Le brattee, simili a foglie, disposte su 3 - 6 serie in modo embricato sono di vario tipo e consistenza. Il ricettacolo, glabro, a forma da piatta a lievemente concava e alveolato, è nudo (senza pagliette).
Il genere Chaptalia è uno dei due generi di Asteraceae, assieme a Leibnitzia, in cui è stata descritta l'alternanza di capolini casmogami (cioè che presentano l'usuale meccanismo di impollinazione incrociata dopo la fioritura), e capolini cleistogami (cioè che si riproducono per autoimpollinazione senza che si verifichi l'apertura dei fiori).
I fiori (trimorfici, talvolta dimorfici) sia quelli tubulosi che ligulati sono tetra-ciclici (ossia sono presenti 4 verticilli: calice – corolla – androceo – gineceo) e pentameri (ogni verticillo ha 5 elementi). I fiori sono ermafroditi, actinomorfi o zigomorfi e fertili. I fiori del raggio (quelli periferici) sono femminili, disposti in su 1 - 3 serie e zigomorfi. I fiori intermedi (a volte sono assenti) sono femminili con staminoidi abortivi. I fiori del disco (quelli centrali - a volte assenti), sono ermafroditi e funzionalmente maschili e attinomorfe.
- Formula fiorale:

*/x K {\displaystyle \infty }, [C (5), A (5)], G 2 (infero), achenio
- Calice: i sepali del calice sono ridotti ad una coroncina di squame.
- Corolla: la corolla è formata da un tubo terminante in modo bilabiato. I fiori periferici sono bilabiati: il labbro esterno è allargato e all'apice a tre denti; quello più interno è presente o assente, se presente ha due lineari stretti lobi lanceolati. I fiori intermedi sono spesso bilabiati, ligulati oppure con una corolla ridotta ad un tubo filiforme sottendente lo stilo. I fiori del disco hanno corolle bilabiate con lobi ligulati oppure corti e riflessi. I colori sono bianco o crema-bianco, raramente sono porpora.
- Androceo: gli stami sono 5 con filamenti liberi, glabri o papillosi e distinti, mentre le antere sono saldate in un manicotto (o tubo) circondante lo stilo. Le antere in genere hanno una forma sagittata con base caudata e intera. Il polline normalmente è tricolporato a forma sferica (può essere microechinato).
- Gineceo: lo stilo è filiforme; gli stigmi dello stilo sono due divergenti, glabri con forme da lineari a ellittiche, acuto e papilloso all'interno. Non è presente il nodo basale dello stilo. L'ovario è infero uniloculare formato da 2 carpelli. L'ovulo è unico e anatropo.

I frutti sono degli acheni con pappo. La forma dell'achenio varia da spiraleggiante a fusiforme con caratteristici becchi prolungati e con 5 coste. Il pericarpo può essere di tipo parenchimatico, altrimenti è indurito (lignificato) radialmente; la superficie è setolosa o glabra. Il carpopodium è assente, oppure ha delle forme anulari. Il pappo, formato da una serie di setole connate piumose o barbate, decidue o persistenti, è direttamente inserito nel pericarpo o connato in un anello parenchimatico posto sulla parte apicale dell'achenio.

## Biologia
- Impollinazione: l'impollinazione avviene tramite insetti (impollinazione entomogama tramite farfalle diurne e notturne).
- Riproduzione: la fecondazione avviene fondamentalmente tramite l'impollinazione dei fiori (vedi sopra).
- Dispersione: i semi (gli acheni) cadendo a terra sono successivamente dispersi soprattutto da insetti tipo formiche (disseminazione mirmecoria). In questo tipo di piante avviene anche un altro tipo di dispersione: zoocoria. Infatti gli uncini delle brattee dell'involucro si agganciano ai peli degli animali di passaggio disperdendo così anche su lunghe distanze i semi della pianta.

## Distribuzione
L'areale del genere si estende dagli Stati Uniti meridionali, attraverso il Messico e l'America centrale, sino al Sud America, ove è concentrato il maggior numero di specie.

## Tassonomia
La famiglia di appartenenza di questa voce (Asteraceae o Compositae, nomen conservandum) probabilmente originaria del Sud America, è la più numerosa del mondo vegetale, comprende oltre 23.000 specie distribuite su 1.535 generi, oppure 22.750 specie e 1.530 generi secondo altre fonti (una delle checklist più aggiornata elenca fino a 1.679 generi). La famiglia attualmente (2021) è divisa in 16 sottofamiglie.

### Filogenesi
La sottofamiglia Mutisioideae, nell'ambito delle Asteraceae occupa una posizione "basale" (si è evoluta precocemente rispetto al resto della famiglia) ed è molto vicina alla sottofamiglia Stifftioideae. La tribù Mutisieae con la tribù Nassauvieae formano due "gruppi fratelli" ed entrambe rappresentano il "core" della sottofamiglia.
Il genere Chaptalia è descritto all'interno della tribù Mutisieae, raggruppamento che la classificazione tradizionale collocava all'interno della sottofamiglia Cichorioideae e che la moderna classificazione filogenetica ha ricollocato, ridisegnandone i confini, all'interno della sottofamiglia Mutisioideae. Provvisoriamente il genere fa parte del gruppo informale Gerbera Complex.
All'interno del "Gerbera Complex" il genere di questa voce, da un punto di vista filogenetico e quindi evolutivo, fa parte del "Clade B" formato dai generi Chaptalia, Gerbera, Leibnitzia, Oreoseris e Perdicium ed è in posizione "basale". Le possibili date relative alla divergenza di questo genere dal clade B variano da 12 a 5 milioni di anni fa.
Il cladogramma seguente presenta una possibile configurazione filogenetica di alcune specie del genere:
|  | Chaptalia pringlei                                                              |
|  |                                                                                 |
|  | \| \| Chaptalia piloselloides \| \| \| \| \| \| Chaptalia runcinata \| \| \| \| |
|  |                                                                                 |
|  | Chaptalia piloselloides                                                         |
|  |                                                                                 |
|  | Chaptalia runcinata                                                             |
|  |                                                                                 |

|  | Chaptalia piloselloides |
|  |                         |
|  | Chaptalia runcinata     |
|  |                         |

|  | Chaptalia chapadensis                                                       |
|  |                                                                             |
|  | \| \| Chaptalia cipoensis \| \| \| \| \| \| Chaptalia tomentosa \| \| \| \| |
|  |                                                                             |
|  | Chaptalia cipoensis                                                         |
|  |                                                                             |
|  | Chaptalia tomentosa                                                         |
|  |                                                                             |

|  | Chaptalia cipoensis |
|  |                     |
|  | Chaptalia tomentosa |
|  |                     |

|  | Chaptalia chapadensis                                                       |
|  |                                                                             |
|  | \| \| Chaptalia cipoensis \| \| \| \| \| \| Chaptalia tomentosa \| \| \| \| |
|  |                                                                             |
|  | Chaptalia cipoensis                                                         |
|  |                                                                             |
|  | Chaptalia tomentosa                                                         |
|  |                                                                             |

|  | Chaptalia cipoensis |
|  |                     |
|  | Chaptalia tomentosa |
|  |                     |

|  | Chaptalia chapadensis                                                       |
|  |                                                                             |
|  | \| \| Chaptalia cipoensis \| \| \| \| \| \| Chaptalia tomentosa \| \| \| \| |
|  |                                                                             |
|  | Chaptalia cipoensis                                                         |
|  |                                                                             |
|  | Chaptalia tomentosa                                                         |
|  |                                                                             |

|  | Chaptalia cipoensis |
|  |                     |
|  | Chaptalia tomentosa |
|  |                     |

|  | Chaptalia chapadensis                                                       |
|  |                                                                             |
|  | \| \| Chaptalia cipoensis \| \| \| \| \| \| Chaptalia tomentosa \| \| \| \| |
|  |                                                                             |
|  | Chaptalia cipoensis                                                         |
|  |                                                                             |
|  | Chaptalia tomentosa                                                         |
|  |                                                                             |

|  | Chaptalia cipoensis |
|  |                     |
|  | Chaptalia tomentosa |
|  |                     |

|  | Chaptalia chapadensis                                                       |
|  |                                                                             |
|  | \| \| Chaptalia cipoensis \| \| \| \| \| \| Chaptalia tomentosa \| \| \| \| |
|  |                                                                             |
|  | Chaptalia cipoensis                                                         |
|  |                                                                             |
|  | Chaptalia tomentosa                                                         |
|  |                                                                             |

|  | Chaptalia cipoensis |
|  |                     |
|  | Chaptalia tomentosa |
|  |                     |

|  | Chaptalia chapadensis                                                       |
|  |                                                                             |
|  | \| \| Chaptalia cipoensis \| \| \| \| \| \| Chaptalia tomentosa \| \| \| \| |
|  |                                                                             |
|  | Chaptalia cipoensis                                                         |
|  |                                                                             |
|  | Chaptalia tomentosa                                                         |
|  |                                                                             |

|  | Chaptalia cipoensis |
|  |                     |
|  | Chaptalia tomentosa |
|  |                     |

|  | Chaptalia chapadensis                                                       |
|  |                                                                             |
|  | \| \| Chaptalia cipoensis \| \| \| \| \| \| Chaptalia tomentosa \| \| \| \| |
|  |                                                                             |
|  | Chaptalia cipoensis                                                         |
|  |                                                                             |
|  | Chaptalia tomentosa                                                         |
|  |                                                                             |

|  | Chaptalia cipoensis |
|  |                     |
|  | Chaptalia tomentosa |
|  |                     |

|  | Chaptalia chapadensis                                                       |
|  |                                                                             |
|  | \| \| Chaptalia cipoensis \| \| \| \| \| \| Chaptalia tomentosa \| \| \| \| |
|  |                                                                             |
|  | Chaptalia cipoensis                                                         |
|  |                                                                             |
|  | Chaptalia tomentosa                                                         |
|  |                                                                             |

|  | Chaptalia cipoensis |
|  |                     |
|  | Chaptalia tomentosa |
|  |                     |

|  | Chaptalia pringlei                                                              |
|  |                                                                                 |
|  | \| \| Chaptalia piloselloides \| \| \| \| \| \| Chaptalia runcinata \| \| \| \| |
|  |                                                                                 |
|  | Chaptalia piloselloides                                                         |
|  |                                                                                 |
|  | Chaptalia runcinata                                                             |
|  |                                                                                 |

|  | Chaptalia piloselloides |
|  |                         |
|  | Chaptalia runcinata     |
|  |                         |

|  | Chaptalia chapadensis                                                       |
|  |                                                                             |
|  | \| \| Chaptalia cipoensis \| \| \| \| \| \| Chaptalia tomentosa \| \| \| \| |
|  |                                                                             |
|  | Chaptalia cipoensis                                                         |
|  |                                                                             |
|  | Chaptalia tomentosa                                                         |
|  |                                                                             |

|  | Chaptalia cipoensis |
|  |                     |
|  | Chaptalia tomentosa |
|  |                     |

|  | Chaptalia chapadensis                                                       |
|  |                                                                             |
|  | \| \| Chaptalia cipoensis \| \| \| \| \| \| Chaptalia tomentosa \| \| \| \| |
|  |                                                                             |
|  | Chaptalia cipoensis                                                         |
|  |                                                                             |
|  | Chaptalia tomentosa                                                         |
|  |                                                                             |

|  | Chaptalia cipoensis |
|  |                     |
|  | Chaptalia tomentosa |
|  |                     |

|  | Chaptalia chapadensis                                                       |
|  |                                                                             |
|  | \| \| Chaptalia cipoensis \| \| \| \| \| \| Chaptalia tomentosa \| \| \| \| |
|  |                                                                             |
|  | Chaptalia cipoensis                                                         |
|  |                                                                             |
|  | Chaptalia tomentosa                                                         |
|  |                                                                             |

|  | Chaptalia cipoensis |
|  |                     |
|  | Chaptalia tomentosa |
|  |                     |

|  | Chaptalia chapadensis                                                       |
|  |                                                                             |
|  | \| \| Chaptalia cipoensis \| \| \| \| \| \| Chaptalia tomentosa \| \| \| \| |
|  |                                                                             |
|  | Chaptalia cipoensis                                                         |
|  |                                                                             |
|  | Chaptalia tomentosa                                                         |
|  |                                                                             |

|  | Chaptalia cipoensis |
|  |                     |
|  | Chaptalia tomentosa |
|  |                     |

|  | Chaptalia chapadensis                                                       |
|  |                                                                             |
|  | \| \| Chaptalia cipoensis \| \| \| \| \| \| Chaptalia tomentosa \| \| \| \| |
|  |                                                                             |
|  | Chaptalia cipoensis                                                         |
|  |                                                                             |
|  | Chaptalia tomentosa                                                         |
|  |                                                                             |

|  | Chaptalia cipoensis |
|  |                     |
|  | Chaptalia tomentosa |
|  |                     |

|  | Chaptalia chapadensis                                                       |
|  |                                                                             |
|  | \| \| Chaptalia cipoensis \| \| \| \| \| \| Chaptalia tomentosa \| \| \| \| |
|  |                                                                             |
|  | Chaptalia cipoensis                                                         |
|  |                                                                             |
|  | Chaptalia tomentosa                                                         |
|  |                                                                             |

|  | Chaptalia cipoensis |
|  |                     |
|  | Chaptalia tomentosa |
|  |                     |

|  | Chaptalia chapadensis                                                       |
|  |                                                                             |
|  | \| \| Chaptalia cipoensis \| \| \| \| \| \| Chaptalia tomentosa \| \| \| \| |
|  |                                                                             |
|  | Chaptalia cipoensis                                                         |
|  |                                                                             |
|  | Chaptalia tomentosa                                                         |
|  |                                                                             |

|  | Chaptalia cipoensis |
|  |                     |
|  | Chaptalia tomentosa |
|  |                     |

|  | Chaptalia chapadensis                                                       |
|  |                                                                             |
|  | \| \| Chaptalia cipoensis \| \| \| \| \| \| Chaptalia tomentosa \| \| \| \| |
|  |                                                                             |
|  | Chaptalia cipoensis                                                         |
|  |                                                                             |
|  | Chaptalia tomentosa                                                         |
|  |                                                                             |

|  | Chaptalia cipoensis |
|  |                     |
|  | Chaptalia tomentosa |
|  |                     |

I caratteri distintivi per le specie di questo genere sono:
- le specie di questo genere sono delle erbe perenni scapose;
- i capolini sono trimorfici;
- i fiori sono privi di staminoidi;
- i rami dello stile sono papillosi;
- gli acheni sono rostrati.

Il numero cromosomico delle specie di questo genere è: 2n = 32 e 48.

### Elenco specie
Questo genere comprende le seguenti 69 specie:
- Chaptalia albicans (Sw.) Vent. ex B.D.Jacks.
- Chaptalia angustata Urb.
- Chaptalia anisobasis S.F.Blake
- Chaptalia araneosa Casar.
- Chaptalia arechavaletae Arechav.
- Chaptalia callacallensis Cuatrec.
- Chaptalia chapadensis D.J.N.Hind
- Chaptalia cipoensis Roque
- Chaptalia comptonioides Britton & P.Wilson
- Chaptalia cordata Hieron.
- Chaptalia cordifolia (Baker) Cabrera
- Chaptalia crassiuscula Urb.
- Chaptalia crispata Urb. & Ekman
- Chaptalia dentata (L.) Cass.
- Chaptalia denticellata Urb. & Ekman
- Chaptalia denticulata (Baker) Zardini
- Chaptalia dolichopoda Urb. & Ekman
- Chaptalia eggersii Urb.
- Chaptalia ekmanii Urb.
- Chaptalia exazurea G.S.Hinton & G.L.Nesom
- Chaptalia exscapa (Pers.) Baker
- Chaptalia fallax Greene
- Chaptalia flavicans Urb. & Ekman
- Chaptalia graminifolia (Dusén ex Dusén) Cabrera
- Chaptalia hermogenis M.D.Moraes
- Chaptalia hidalgoensis L.Cabrera & G.L.Nesom
- Chaptalia hieracioides (Kunth) X.D.Xu & W.Zheng
- Chaptalia hintonii Bullock
- Chaptalia hololeuca Greene
- Chaptalia ignota Burkart
- Chaptalia incana Cuatrec.
- Chaptalia integerrima (Vell.) Burkart
- Chaptalia isernina Cuatrec.
- Chaptalia latipes Urb. & Ekman
- Chaptalia leptophylla Urb.
- Chaptalia lyratifolia Burkart
- Chaptalia madrensis G.L.Nesom
- Chaptalia malcabalensis Cuatrec.
- Chaptalia mandonii (Sch.Bip.) Sch.Bip. ex Burkart
- Chaptalia martii (Baker) Zardini
- Chaptalia media (Griseb.) Urb.
- Chaptalia membranacea Urb.
- Chaptalia meridensis S.F.Blake
- Chaptalia modesta Burkart
- Chaptalia montana Britton
- Chaptalia mornicola Urb. & Ekman
- Chaptalia nipensis Urb.
- Chaptalia nutans (L.) Polák
- Chaptalia oblonga D.Don
- Chaptalia obovata C.Wright
- Chaptalia paramensis Cuatrec.
- Chaptalia piloselloides (Vahl) Baker
- Chaptalia pringlei Greene
- Chaptalia pumila (Sw.) Urb.
- Chaptalia rocana Britton & P.Wilson
- Chaptalia rotundifolia D.Don
- Chaptalia runcinata Kunth
- Chaptalia shaferi Britton & P.Wilson
- Chaptalia similis R.E.Fr.
- Chaptalia sinuata (Less.) Vent. ex Steud.
- Chaptalia spathulata (D.Don) Hemsl.
- Chaptalia stenocephala (Griseb.) Urb.
- Chaptalia stuebelii Hieron.
- Chaptalia texana Greene
- Chaptalia tomentosa Vent.
- Chaptalia transiliens G.L.Nesom
- Chaptalia turquinensis Borhidi & O.Muñiz
- Chaptalia undulata Urb. & Ekman
- Chaptalia vegaensis Urb. & Ekman